# Военно-морской мемориал в Лабё
Военно-морской мемориал в Лабё (нем. Marine-Ehrenmal Laboe) — мемориал в честь погибших в Первой мировой войне немецких моряков. Позже он также стал считаться и памятником военнослужащим военно-морского флота Германии, погибшим во время Второй мировой войны.
С момента передачи Немецкому морскому союзу 30 мая 1954 года памятник стал напоминанием о моряках всех наций, оставшихся навечно в море, и символом мирного судоходства в Мировом океане.
Вместе с расположенной рядом экспозиционной подводной лодкой U-995 в период с 1954 по 2004 года мемориал посетило более чем 14 млн человек.

## Начало строительства
Идея создания памятника погибшим морякам принадлежит старшине немецких ВМС и в то время председателю Marine-Kameradschaft (Военно-морской клуб) Дуйсбурга Вильгельму Ламертцу (нем. Wilhelm Lammertz). Об этом в 1925 году он ходатайствовал на учредительном съезде Союза в 1925 в Эрфурте. Община Лабё ходатайствовала об учреждении морского памятника погибшим на год позже.
Затраты на строительство составляли примерно 700.000 имперских марок, финансирование производилось из казны города Киля и на пожертвования.
Проект памятника принадлежит немецкому архитектору-экспрессионисту Густаву Августу Мюнцеру (нем. Gustav August Munzer) и представляет собой 85-метровую башню, напоминающую языки разгорающегося пламени, соединяющие море, землю и небо.
8 августа 1927 на территории бывшей артбашни Кильского оборонительного комплекса был заложен краеугольный камень в будущий фундамент. Строительство было заморожено на неопределенный срок через 101 день после начала из-за недостатка финансирования ввиду надвигающегося экономического кризиса.
Только в июне 1933 строительные работы на территории были снова начаты. Через 3 года весь морской памятник погибшим был закончен и торжественно открылся 30 мая 1936. Сама башня была высотой 72 м; верхний край перил находится 85 м над уровнем Балтийского моря. Наверху расположена смотровая площадка на которую можно подняться по лестнице из 341 ступеней или на 2 лифтах.